# Thameslink
Thameslink er en central jernbanestrækning i Storbritannien, der forbinder Bedford, St Albans, Peterborough, Welwyn Garden City, London-Blackfriars og Cambridge via det centrale London til Sutton, Orpington, Sevenoaks, Rainham, Horsham, Three Bridges, Brighton og East Grinstead.
Den 225 km lange strækning genåbnede i 1988 efter at have været lukket for passagertransport i 50 år. Strækningen er en af de mest befærdede britiske jernbanestrækninger og har en kapacitet på 60.000 passagerer om dagen.
Oprindeligt var Thameslink også navnet på jernbaneselskabet, der betjente strækningen, men i lighed med andre britiske jernbanestrækninger er driften sendt i udbud. Fra 2016 til 2028 betjenes den af selskabet Govia.
Fra 2009 til 2020 gennemførtes det såkaldte Thameslink Programme; en syv milliarder pund dyr opgradering af Thameslink, der gav mulighed for nyere og længere tog mellem flere stationer og samtidig gjorde op med, at passagerer skulle skifte tog i London. Efter opgraderingen betjener Thameslink i alt 140 stationer.